# Michael Krause
Michael Krause, född 24 juli 1946 i Magdeburg, Sachsen-Anhalt, död 23 juni 2024, var en tysk landhockeyspelare som spelade för Västtyskland under sin aktiva karriär.
Han tog OS-guld i herrarnas landhockeyturnering i samband med de olympiska sommarspelen 1972 i München.